# Trofeo Baracchi
Il Trofeo Baracchi è una corsa a cronometro maschile di ciclismo su strada che si è svolta in Italia dal 1950 al 1991.

## Storia
Fu creata nel 1950, per iniziativa dell'allora calciatore e futuro dirigente sportivo Giacomo Baracchi (che sarà poi presidente dell'Atalanta), in memoria del padre Angelo, morto nel 1949 a 54 anni, il quale era grande appassionato di ciclismo. La corsa va a sostituire una vecchia gara ciclistica su pista a coppie, che veniva disputato sul Velodromo di Dalmine, che vide trionfare tra gli altri la coppia Alfredo Binda-Giovanni Brunero, Olimpio Bizzi-Vito Ortelli, Adolfo Grosso-Cino Cinelli, oltre ad ospitare numerose volte i campionati italiani di ciclismo su pista, sia professionisti che juniores, fino ai primi anni '80, per poi ritornarvi nel 2023.
Con l'istituzione della corsa, il velodromo vide anche la nascita della Sei giorni di Dalmine, che annovera tra i suoi vincitori Ferdinando Terruzzi ed Enzo Sacchi.
Per volere dello stesso fondatore, la corsa si sarebbe dovuta svolgere il 22 dicembre, anniversario della scomparsa di Angelo, ma non essendo concesso correre dopo la chiusura del calendario Giacomo Baracchi decise quindi di ripiegare sul primo novembre, festa di Ognissanti, fu quindi la corsa conclusiva del campionato ciclistico.
La prima vittoria della corsa con questo nome fu appannaggio di Fiorenzo Magni e Antonio Bevilacqua; il record storico di velocità della corsa appartenne a lungo alla coppia formata da Luis Ocaña e Leif Mortensen: nel 1971 corsero alla media di 48,706 km/h. Il primato durò ben 13 anni: fu battuto da Francesco Moser e Bernard Hinault nel 1984 con una media di 49,753 km/h. Il record assoluto è stato fatto segnare nel 1989 da Laurent Fignon e Thierry Marie: 50,487 km/h. Tra le storiche coppie vincitrici del trofeo si ricordano Fausto Coppi e Riccardo Filippi, con ben tre vittorie, e Eddy Merckx con Ferdinand Bracke, con due; altre celebri coppie vittoriose sono state Felice Gimondi e Jacques Anquetil, Herman Van Springel e Joaquim Agostinho, Francesco Moser e Bernard Hinault, e nel 1979, la coppia formata da Giuseppe Saronni con lo stesso Moser, storici rivali.
Nel 2023 vi fu l'ipotesi che la corsa potesse tornare ad essere disputata, come cronometro individuale, salvo l'annullamento per mancanza di sponsor. Fu disputata sul velodromo di Dalmine fino al 1989, spostandosi poi in Toscana e infine in Trentino.

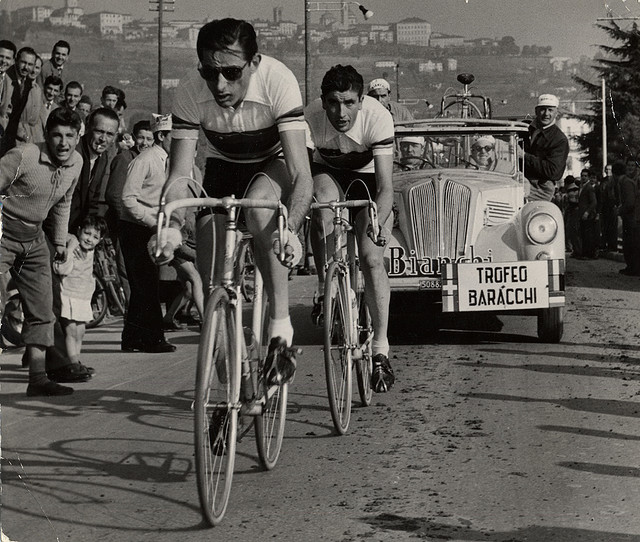
Fausto Coppi e Riccardo Filippi al Trofeo Baracchi del 1953

## Albo d'oro
Aggiornato all'edizione 1991.
| Anno      | Vincitore                                | Secondo                                    | Terzo                                      |
| --------- | ---------------------------------------- | ------------------------------------------ | ------------------------------------------ |
| 1950      | Fiorenzo Magni & Antonio Bevilacqua      | Fausto Coppi & Serse Coppi                 | Giorgio Albani & Virgilio Salimbeni        |
| 1951      | Fiorenzo Magni & Giuseppe Minardi        | Gino Bartali & Ferdi Kübler                | Loretto Petrucci & Alfredo Martini         |
| 1952      | Giancarlo Astrua & Nino Defilippis       | Giuseppe Minardi & Loretto Petrucci        | Fausto Coppi & Michele Gismondi            |
| 1953      | Fausto Coppi & Riccardo Filippi          | Jacques Anquetil & Antonin Rolland         | Giancarlo Astrua & Nino Defilippis         |
| 1954      | Fausto Coppi & Riccardo Filippi          | Jacques Anquetil & Louison Bobet           | Ferdi Kübler & Hugo Koblet                 |
| 1955      | Fausto Coppi & Riccardo Filippi          | Jacques Anquetil & André Darrigade         | Jean Brankart & Marcel Janssens            |
| 1956      | Rolf Graf & André Darrigade              | Fausto Coppi & Riccardo Filippi            | Giorgio Albani & Donato Piazza             |
| 1957      | Fausto Coppi & Ercole Baldini            | Rolf Graf & Alcide Vaucher                 | Aldo Moser & Oreste Magni                  |
| 1958      | Ercole Baldini & Aldo Moser              | Jacques Anquetil & André Darrigade         | Roger Rivière & Gérard Saint               |
| 1959      | Ercole Baldini & Aldo Moser              | Michele Gismondi & Diego Ronchini          | Jacques Anquetil & André Darrigade         |
| 1960      | Diego Ronchini & Romeo Venturelli        | Ercole Baldini & Aldo Moser                | Camille Le Menn & Claude Valdois           |
| 1961      | Ercole Baldini & Joseph Velly            | Giacomo Fornoni & Battista Babini          | Bas Maliepaard & Jean-Claude Lebaube       |
| 1962      | Rudi Altig & Jacques Anquetil            | Ercole Baldini & Arnaldo Pambianco         | Aldo Moser & Giuseppe Fezzardi             |
| 1963      | Joseph Velly & Joseph Novales            | Jacques Anquetil & Raymond Poulidor        | Ferdinand Bracke & Walter Boucquet         |
| 1964      | Gianni Motta & Giacomo Fornoni           | Ercole Baldini & Vittorio Adorni           | Rudi Altig & Tommy Simpson                 |
| 1965      | Jacques Anquetil & Jean Stablinski       | Michele Dancelli & Pietro Scandelli        | Giuseppe Fezzardi & Tommaso De Prà         |
| 1966      | Eddy Merckx & Ferdinand Bracke           | Raymond Poulidor & Georges Chappe          | Gerben Karstens & Bart Zoet                |
| 1967      | Eddy Merckx & Ferdinand Bracke           | Jacques Anquetil & Bernard Guyot           | Peter Post & Jo de Roo                     |
| 1968      | Jacques Anquetil & Felice Gimondi        | Ole Ritter & Herman Van Springel           | Luis Ocaña & Jesus Aranzabal               |
| 1969      | Herman Van Springel & Joaquim Agostinho  | Ole Ritter & Gianni Motta                  | Eddy Merckx & Davide Boifava               |
| 1970      | Gösta Pettersson & Tomas Pettersson      | Ole Ritter & Leif Mortensen                | Herman Van Springel & Willy In 't Ven      |
| 1971      | Luis Ocaña & Leif Mortensen              | Gösta Pettersson & Tomas Pettersson        | Roger Pingeon & Bernard Thévenet           |
| 1972      | Eddy Merckx & Roger Swerts               | Felice Gimondi & Davide Boifava            | Gösta Pettersson & Tomas Pettersson        |
| 1973      | Felice Gimondi & Martín Emilio Rodríguez | Davide Boifava & Gösta Pettersson          | Phil Bayton & Dave Lloyd                   |
| 1974      | Francesco Moser & Roy Schuiten           | Martín Emilio Rodríguez & Gösta Pettersson | Eddy Merckx & Roger De Vlaeminck           |
| 1975-1976 | non disputato                            | non disputato                              | non disputato                              |
| 1977      | Bernt Johansson & Carmelo Barone         | Freddy Maertens & Joop Zoetemelk           | Serge Parsani & Osvaldo Bettoni            |
| 1978      | Roy Schuiten & Knut Knudsen              | Hennie Kuiper & Joop Zoetemelk             | Gianbattista Baronchelli & Bernt Johansson |
| 1979      | Francesco Moser & Giuseppe Saronni       | Alfons De Wolf & Jan Van Houwelingen       | Bert Oosterbosch & Henk Lubberding         |
| 1980      | Alfons De Wolf & Jean-Luc Vandenbroucke  | Ludo Peeters & Theo de Rooy                | Josef Fuchs & Daniel Gisiger               |
| 1981      | Daniel Gisiger & Serge Demierre          | Francesco Moser & Knut Knudsen             | Raniero Gradi & Geir Digerud               |
| 1982      | Daniel Gisiger & Roberto Visentini       | Bert Oosterbosch & Hennie Kuiper           | Stephen Roche & Jacques Bossis             |
| 1983      | Daniel Gisiger & Silvano Contini         | Hennie Kuiper & Adri van der Poel          | Tommy Prim & Alf Segersäll                 |
| 1984      | Francesco Moser & Bernard Hinault        | Tommy Prim & Alf Segersäll                 | Daniel Gisiger & Urs Freuler               |
| 1985      | Francesco Moser & Hans-Henrik Ørsted     | Daniele Caroli & Michael Wilson            | Jean-François Bernard & Benno Wiss         |
| 1986      | Giuseppe Saronni & Lech Piasecki         | Daniele Caroli & Michael Wilson            | Jesper Skibby & Brian Holm                 |
| 1987      | Bruno Leali & Massimo Ghirotto           | Giuseppe Saronni & Lech Piasecki           | Rolf Gölz & Czesław Lang                   |
| 1988      | Czesław Lang & Lech Piasecki             | Daniel Gisiger & Werner Stutz              | Charly Mottet & Thierry Marie              |
| 1989      | Laurent Fignon & Thierry Marie           | Maurizio Fondriest & Alan Peiper           | Gianni Bugno & Sean Kelly                  |
| 1990      | Rolf Gölz & Tom Cordes                   | Zenon Jaskuła & Joachim Halupczok          | Sean Yates & Dag-Otto Lauritzen            |
| 1991      | Tony Rominger                            | Erik Breukink                              | Thomas Wegmüller                           |